# 公認情報システム監査人
公認情報システム監査人とは、アメリカ合衆国に本部を置く非営利団体ISACAによって認定される情報セキュリティに関する国際標準資格である。Certified Information Systems Auditorの頭文字からCISAとも呼ばれる。
経済産業省から認定されるシステム監査技術者や、特定非営利活動法人日本システム監査人協会（SAAJ）から認定される公認システム監査人（CSA）とは別資格であることに注意すること。

## 概要
公認情報システム監査人は、情報システムの監査および、セキュリティ、コントロールに関する高度な知識、技能と経験を有するプロフェッショナルとして認定された資格である。ANSI ISO/IEC Standard 17024:2003に準拠しているため国際的に評価される。
情報システム監査およびコントロールの専門家資格としては最も長い歴史を持ち、かつ最も国際的に普及しており、欧米諸国を中心に広く認知されている。また、認定後の維持条件が厳しいことが「専門能力を常にアップデートしている」証明として受け止められ実践的資格として評価を受けている。

## 試験
2021年12月現在、試験はCBT（Computer Based Testing）形式で実施され、4時間（240 分）で150の多肢選択方式の問題に回答する。試験は日本国内で受験することができ、日本語で受験することもできる。
試験はドメインと呼ばれる5つの区分から出題される（2021年12月現在）。
- ドメイン 1 – 情報システム監査のプロセス （21%）
- ドメイン 2 – IT ガバナンスと IT マネジメント （17%）
- ドメイン 3 – 情報システムの調達、開発、導入 （12%）
- ドメイン 4 – 情報システムの運用とビジネスレジ リエンス（23%）
- ドメイン 5 – 情報資産の保護（27%）

## 認定
公認情報システム監査人として認定されるためには、以下の要件を満たす必要がある。
1. 認定試験に合格すること
2. US$50の申請手数料を支払うこと
3. 実務経験の要件を証明するための申請書を提出すること
4. 職業倫理規程を遵守すること
5. 継続的専門職教育プログラムを遵守すること

なお、受験者はCISA試験合格後5年以内に申請しなければならない。

## 実務経験
実務経験は、申請前10年間のうち最低5年間の専門的な情報システムの監査、コントロール、またはセキュリティの実務経験が必要である。試験合格時に実務経験を満たしていなくても、試験合格後に実務経験を満たすことで申請することができる。

### 実務経験の代替
以下の条件にあてはまる場合は、組み合わせで最大3年間の実務経験を代替することができる。
1. 情報システムの経験または非IS監査の経験は、最大1年間の実務経験の代替とすることができる。
2. 申請前10年間の制限を受けることなく、60単位から120単位（2年または4年の学位に相当）修了者は、それぞれ1年間または2年間の実務経験の代替とすることができる。
3. 情報セキュリティまたは情報技術の修士号は、最大1年間の経験の実務経験の代替とすることができる。